# 曹福田
曹 福田（そう ふくでん、Cao Futian、? - 1901年）、清末の義和団の乱の指導者の一人。

## 概要
直隷省静海県（現在の天津市静海県）出身。遊民出身。静海県・南皮県・慶雲県などで義和団を組織した。1900年、2千人を率いて天津に入り、壇口（義和団の基礎的な単位）を統括する総壇口を設けた。6月18日、八カ国連合軍に占領された老龍頭駅を攻撃し、ロシア軍と交戦した。その後直隷総督裕禄（ユル）の要請で、6月27日に再び老龍頭駅を攻撃した。7月14日に天津が陥落すると、静海に逃れたが、翌年に捕えられ殺害された。